# Глюкоалкалоїд

Хімічна структура α-соланіну

Глікоалкалоїди (цукор + алкалоїд) являють собою групу природних токсичних речовин, які часто зустрічаються у видів рослин родини пасльонових.
Є кілька глюкоалкалоїдів, які є потенційно токсичними. Соланін (цукор [solanose] + алкалоїд [solanidine] = соланін) є, наприклад, в картоплі і помідорах.
Глюкоалкалоїди мають гіркий смак і викликають подразнення в задній частині рота, коли їх випадково спожили.
Гелі на основі глюкоалкалоїдів продаються як ексфоліанти.